# Cophophlebia
Cophophlebia là một chi bướm đêm thuộc họ Geometridae.